# Калинино (Сахалинская область)
Калинино — село в Холмском городском округе Сахалинской области России, в 22 км от районного центра.

## География
Находится на берегу Татарского пролива. Через село протекает река Калинка.

## История
До 1945 года принадлежало японскому губернаторству Карафуто и называлось Тарантомари (яп. 多蘭泊). Переименовано в 1947 году, здесь преобладали переселенцы из Калининской области.

## Население
| 2002 | 2010 | 2013 | 2021 |
| ---- | ---- | ---- | ---- |
| 79   | ↘42  | ↘35  | ↘31  |

По переписи 2002 года население — 79 человек (34 мужчины, 45 женщин). Преобладающая национальность — русские (89 %).

## Транспорт
Вблизи села расположена станция Калинино-Сахалинское Сахалинского региона Дальневосточной железной дороги.